# Liste de ponts du Brésil
Cette liste de ponts du Brésil a pour vocation de présenter une liste de ponts remarquables du Brésil, tant par leurs caractéristiques dimensionnelles, que par leur intérêt architectural ou historique.
La liste peut être triée selon les différentes entrées du tableau pour voir ainsi les ponts en arc ou les ouvrages les plus récents par exemple.

## Ponts présentant un intérêt historique ou architectural
|                              |   | Nom                              | Distinction                                         | Long. | Type                                                     | Voie portée Voie franchie                        | Date | Localisation                                           | État                      | Ref. |
| ---------------------------- | - | -------------------------------- | --------------------------------------------------- | ----- | -------------------------------------------------------- | ------------------------------------------------ | ---- | ------------------------------------------------------ | ------------------------- | ---- |
| Aqueduto da Carioca          | 1 | Aqueduc de Carioca               |                                                     | 270   | Pont en maçonnerie                                       | Tramway de Santa Teresa (depuis fin XIXe siècle) | 1750 | Rio de Janeiro 22° 54′ 46,5″ S, 43° 10′ 47,8″ O        | Rio de Janeiro            |      |
| Viaduto do Chá               |   | Viaduto do Chá                   | Plus ancien viaduc de São Paulo                     |       | Arc Béton, tablier porté                                 | Vale do Anhangabaú                               | 1892 | São Paulo 23° 32′ 48,4″ S, 46° 38′ 15,9″ O             | São Paulo                 | ,    |
| Viaduto Paulo de Frontin     | 2 | Viaduc Paulo de Frontin          |                                                     |       | Arc Acier, tablier porté                                 | Rio Santana                                      | 1897 | Miguel Pereira 22° 29′ 19,2″ S, 43° 26′ 59,7″ O        | Rio de Janeiro            |      |
| Viaduto Santa Ifigênia       | 3 | Viaduc Santa Ifigênia            |                                                     |       | Arc Acier, tablier porté                                 | Av. Prestes Maia                                 | 1913 | São Paulo 23° 32′ 34,7″ S, 46° 38′ 06,9″ O             | São Paulo                 |      |
|                              | 4 | Pont International Barón de Mauá | Frontière Brésil - Uruguay                          | 340   | Arc Béton, tablier porté                                 | Rio Jaguarão                                     | 1930 | Jaguarão - Río Branco 32° 34′ 15,6″ S, 53° 22′ 40,1″ O | Rio Grande do Sul Uruguay |      |
| Viaduto 13                   | 5 | Viaduc 13                        | Plus haut pont du Brésil Hauteur libre : 143 mètres | 509   | Poutres Béton précontraint                               | Pont ferroviaire                                 | 1978 | Muçum 29° 02′ 42,3″ S, 51° 54′ 39,7″ O                 | Rio Grande do Sul         |      |
| Terceira Ponte de Rio Branco | 6 | Troisième pont de Rio Branco     | Premier pont extradossé du Brésil                   | 194   | Extradossé Tablier poutres béton, pylônes béton 54+90+54 | Via Verde 364 Río Acre                           | 2006 | Rio Branco 10° 00′ 42,5″ S, 67° 50′ 36,5″ O            | Acre                      |      |

## Grands ponts
Ce tableau présente les ouvrages ayant des portées supérieures à 100 mètres ou une longueur totale de plus de 3 000 mètres (liste non exhaustive).
|                                                                |    | Nom                                     | Portée   | Long. | Type                                                                           | Voie portée Voie franchie                                                      | Date      | Localisation                                                            | État                         | Ref.       |
| -------------------------------------------------------------- | -- | --------------------------------------- | -------- | ----- | ------------------------------------------------------------------------------ | ------------------------------------------------------------------------------ | --------- | ----------------------------------------------------------------------- | ---------------------------- | ---------- |
|                                                                | 1  | Pont sur le Río Paranaíba               | 350      | 636   | Haubané Tablier dalle béton, pylônes béton                                     | 497 Rio Parnaíba                                                               | 2003      | Paranaíba 19° 39′ 34,9″ N, 51° 01′ 13,6″ O                              | Mato Grosso do Sul           |            |
| Ponte Hercílio Luz                                             | 2  | Pont Hercílio-Luz fermé depuis 1991     | 340      | 821   | Suspendu Tablier treillis acier, pylônes acier                                 | Fermé à toute circulation Océan Atlantique                                     | 1926      | Florianópolis - Île de Santa Catarina 27° 35′ 38,2″ S, 48° 33′ 57,9″ O  | Santa Catarina               | [ 2 ]      |
| Ponte sobre rio Guamá                                          | 3  | Pont sur le Rio Guamà                   | 320      | 1930  | Haubané Tablier dalle béton, pylônes béton 134+320+134                         | Rio Guamá                                                                      | 2002      | Belém 1° 28′ 19,1″ S, 48° 17′ 57,8″ O                                   | Pará                         |            |
| Ponte Rio-Niterói                                              | 4  | Pont Rio-Niterói                        | 300      | 13290 | Poutre-caisson Acier 200+300+200                                               | BR-101 Baie de Guanabara                                                       | 1974      | Rio de Janeiro 22° 52′ 17″ S, 43° 09′ 11,8″ O                           | Rio de Janeiro               | [ 3 ]      |
| Ponte Internacional da Amizade                                 | 5  | Pont international de l'Amitié          | 290      | 552   | Arc Béton, tablier porté                                                       | BR-277 Rio Paraná                                                              | 1965      | Foz do Iguaçu - Ciudad del Este 25° 30′ 34,3″ S, 54° 36′ 04,1″ O        | Paraná Paraguay              |            |
| Terceira Ponte                                                 | 6  | Terceira Ponte                          | 260      | 3300  | Poutre-caisson Acier                                                           | ES-060 Baie de Vitória                                                         | 1978      | Vitória - Vila Velha 20° 19′ 16,6″ S, 40° 17′ 03,7″ O                   | Espírito Santo               | [ 4 ]      |
| Ponte sobre o Rio Oiapoque                                     | 7  | Pont sur l'Oyapock                      | 245      | 378   | Haubané Tablier poutres béton, pylônes béton                                   | Fleuve Oyapock                                                                 | 2011      | Oiapoque - Saint-Georges-de-l'Oyapock 3° 52′ 43,4″ N, 51° 48′ 20,5″ O   | Amapá Guyane                 | [ 5 ]      |
| Ponte Juscelino Kubitschek                                     | 8  | Pont Juscelino Kubitschek               | 240 (x3) | 1200  | Arc Acier, tablier intermédiaire                                               | DF-051 - DF-025 Lac Paranoá                                                    | 2002      | Brasília 15° 49′ 25,8″ S, 47° 49′ 45,9″ O                               | District fédéral             |            |
| Ponte Internacional da Fraternidade, Ponte Tancredo Neves      | 9  | Pont international de la Fraternité     | 220      | 480   | Poutre-caisson Béton précontraint 130+220+130                                  | Av. Mercosul Rio Iguaçu                                                        | 1985      | Foz do Iguaçu - Puerto Iguazú 25° 35′ 19,6″ S, 54° 33′ 41,8″ O          | Paraná Argentine             |            |
| Ponte de Todos - Newton Navarro                                | 10 | Pont Newton Navarro                     | 218      | 1780  | Haubané Tablier poutres béton, pylônes béton 94+218+94                         | BR-406 Rio Potenji                                                             | 2007      | Natal 5° 45′ 22,6″ S, 35° 12′ 08,6″ O                                   | Rio Grande do Norte          |            |
| Ponte Construtor João Alves, Ponte Aracaju-Barra dos Coqueiros | 11 | Pont d'Aracaju-Barra dos Coqueiros      | 200      | 1350  | Haubané Tablier poutres béton, pylônes béton 80+200+80                         | Rio Sergipe                                                                    | 2006      | Aracaju - Barra dos Coqueiros 10° 53′ 42″ S, 37° 02′ 40,9″ O            | Sergipe                      |            |
| Ponte Rio Negro, Ponte Manaus Iranduba                         | 12 | Pont sur le río Negro                   | 200 (x2) | 3595  | Haubané Monopylône, tablier caisson béton, pylône béton                        | AM-070 Río Negro                                                               | 2011      | Manaus - Iranduba 3° 07′ 08,8″ S, 60° 04′ 43,8″ O                       | Amazonas                     |            |
|                                                                |    | Pont Anita Garibaldi                    | 200      | 2830  | Haubané Tablier caisson béton, pylônes béton 100+200+100                       | BR-101 Lagoa do Imaruí                                                         | 2015      | Laguna 28° 26′ 05,7″ S, 48° 50′ 35,3″ O                                 | Santa Catarina               | [ 6 ]      |
| Ponte sobre o Rio das Antas                                    | 13 | Pont sur l'Antas                        | 186      | 288   | Arc Béton, tablier intermédiaire                                               | RS-324 - RS-470 Rio das Antas                                                  | 1952      | Bento Gonçalves 29° 02′ 49,9″ S, 51° 34′ 11,8″ O                        | Rio Grande do Sul            | [ 7 ]      |
| Ponte Pênsil de São Vicente                                    | 14 | Pont suspendu de São Vicente            | 180      | 180   | Suspendu Tablier poutres acier, pylônes en maçonnerie                          | Av. Tupininquins Baie de São Vicente                                           | 1914      | São Vicente 23° 58′ 31,8″ S, 46° 23′ 19,8″ O                            | São Paulo                    |            |
| Ponte Colombo Salles                                           | 15 | Pont Colombo Salles et Pedro Ivo Campos | 160      | 1227  | Poutre-caisson Béton précontraint 2 ouvrages jumelés 77+160+77                 | BR-349 - BR-430 Océan Atlantique                                               | 1975 1991 | Florianópolis - Île de Santa Catarina 27° 35′ 51,7″ S, 48° 33′ 54,8″ O  | Santa Catarina               | [ 8 ]      |
|                                                                | 16 | Pont de Mestre Isidoro Dias França      | 160      | 363   | Haubané Monopylône, tablier caisson béton, pylône béton                        | Al. Parnaíba - Av. Rio Poti Rio Poti                                           | 2010      | Teresina 5° 04′ 12,9″ S, 42° 48′ 12,4″ O                                | Piauí                        | [ 9 ]      |
|                                                                | 17 | Pont d'Estreito                         | 160      | 533   | Poutre-caisson Béton précontraint 53+140+53                                    | 230 Rio Tocantins                                                              |           | Estreito 6° 33′ 36,1″ S, 47° 27′ 35,8″ O                                | Maranhão                     | [ 8 ]      |
|                                                                | 18 | Pont ferroviaire d'Estreito             | 154      | 1300  | Treillis Acier                                                                 | Rio Tocantins                                                                  | 2002      | Estreito 6° 33′ 29,3″ N, 47° 27′ 34,8″ O                                | Maranhão                     | [ 8 ]      |
| Ponte Octávio Frias de Oliveira                                | 19 | Pont Octávio Frias de Oliveira          | 150 (x2) | 1600  | Haubané Tabliers courbes dalles bétons sur 2 niveaux, pylône béton 150x2+140x2 | Av. do Rio Pinheiros Av. Jom. Roberto Marinho Av. Água Espraiada Rio Pinheiros | 2008      | São Paulo 23° 36′ 45,9″ S, 46° 41′ 56,7″ O                              | São Paulo                    | ,          |
| Ponte Gercino Coelho                                           | 20 | Pont Gercino Coelho                     | 140      | 1180  | Poutre-caisson Béton précontraint                                              | BR-349 - BR-430 Rio São Francisco                                              | 1990      | Bom Jesus da Lapa 13° 15′ 27,4″ S, 43° 26′ 01,4″ O                      | Bahia                        |            |
| Ponte de Santo Amaro                                           | 21 | Pont de Santo Amaro                     | 122      | 231   | Haubané Monopylône, tablier caisson béton, pylône béton                        | Linha 5 (métro de São Paulo) Rio Pinheiros                                     | 2002      | São Paulo 23° 39′ 20,6″ S, 46° 43′ 13,9″ O                              | São Paulo                    | [ Note 4 ] |
| Ponte Internacional Brasil e Peru                              | 22 | Pont de l'Intégration de Brésil-Perou   | 110      | 240   | Extradossé Tablier caisson béton, pylône béton 65+110+65                       | BR-317 Río Acre                                                                | 2005      | Assis Brasil - Madre de Dios 10° 56′ 29,3″ S, 69° 34′ 37,6″ O           | Acre Pérou                   |            |
| Passarela Joaquim Macedo, Passarela de Rio Branco              | 23 | Passerelle Joaquim Macedo               | 110      | 200   | Haubané Tablier courbe caisson acier, pylônes béton                            | Passerelle Río Acre                                                            | 2006      | Rio Branco 9° 58′ 39,1″ S, 67° 48′ 25,5″ O                              | Acre                         | [ 10 ]     |
| Ponte Rodoferroviária                                          | 24 | Pont Rodoferroviária                    | 100      | 3770  | Treillis Acier                                                                 | BR-158 - SP-320 Linha Tronco Araraquara - Santa Fé do Sul Rio Paraná           | 1998      | Santa Fé do Sul - Aparecida do Taboado 20° 06′ 19,1″ S, 51° 00′ 30,5″ O | São Paulo Mato Grosso do Sul |            |
|                                                                | 25 | Pont sur le Parana                      | 100      | 2600  |                                                                                |                                                                                |           |                                                                         |                              |            |
| Ponte Ayrton Senna                                             | 26 | Pont Ayrton Senna                       | 52       | 3598  | Poutres Béton précontraint                                                     | BR-163 Rio Paraná                                                              | 1998      | Guaíra - Mundo Novo 24° 03′ 29,6″ S, 54° 15′ 30,9″ O                    | Paraná Mato Grosso do Sul    |            |
| Ponte Rio Branco                                               | 27 | Pont Rio Branco                         |          | 2000  | Arc Béton, tablier porté                                                       | Ligne Santa Cruz-Campo Grande Train du Pantanal Río Paraguay                   | 1947      | Corumbá 19° 36′ 00,7″ S, 57° 26′ 21,3″ O                                | Mato Grosso do Sul           | [ 11 ]     |
|                                                                | 28 | Pont Sérgio-Motta                       |          | 312   | Haubané Tablier poutres béton, pylônes béton                                   | Av. Sebastião de Oliveira R. S Um Rio Cuiabá                                   | 2002      | Cuiabá 15° 37′ 56,1″ S, 56° 04′ 58,1″ O                                 | Mato Grosso                  | [ 12 ]     |
| Ponte sobre o Rio Tacutu                                       | 29 | Pont sur le río Takutu                  |          | 230   | Poutre-caisson Béton précontraint                                              | BR-401 Rivière Takutu                                                          | 2009      | Bonfim - Lethem 3° 22′ 50,4″ N, 59° 48′ 40,5″ O                         | Roraima Guyana               | [ 13 ]     |
| Ponte Imperatriz                                               | 30 | Pont Imperatriz                         |          |       | Haubané Tablier caisson béton, pylônes béton                                   | TO-126 Rio Tocantins                                                           |           | Imperatriz 5° 33′ 31,7″ N, 47° 29′ 04,1″ O                              | Maranhão                     |            |
| Ponte Dom Pedro II                                             | 30 | Pont Dom Pedro II                       |          |       | Arc Acier, tablier porté                                                       | Rio São Francisco                                                              | 1958      | Paulo Afonso 9° 25′ 12″ N, 38° 11′ 51,9″ O                              | Bahia Alagoas                |            |